# Panacea (Musiker)

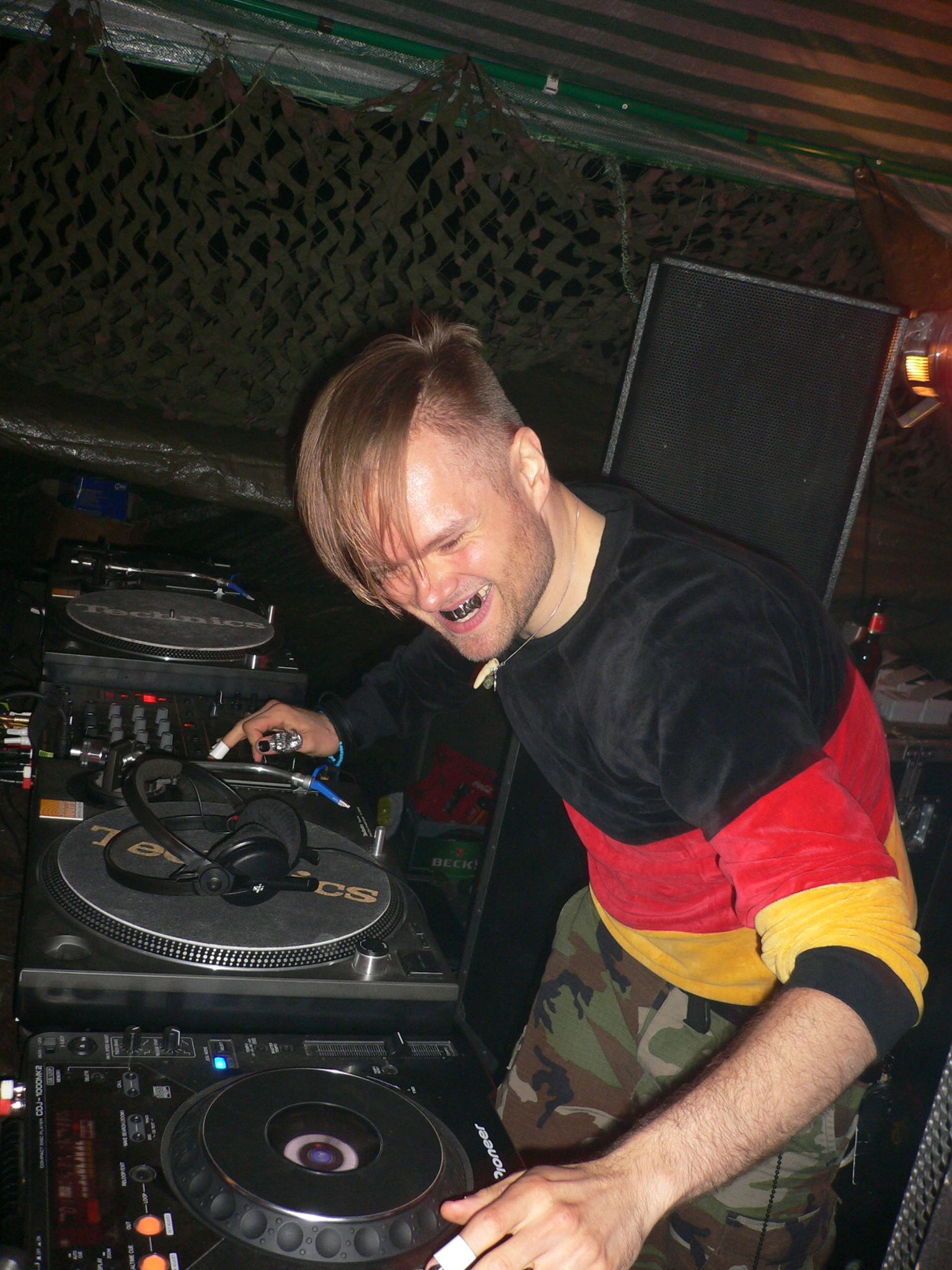
Panacea (2006)

Panacea ist der bekannteste Künstlername des deutschen Drum-and-Bass-Produzenten und -DJs Mathis Mootz (* 18. August 1976 in Wetzlar). Mootz veröffentlichte auch unter den Pseudonymen Bad Street Boy, Kate Mosh, m², Radar, Rich Kid und Warfare.
Nach klassischer Musikausbildung, jahrelanger Mitgliedschaft im Windsbacher Knabenchor als erster Sopran, einer Ausbildung an der Audio Engineering School ist er seit 1997 als freier Produzent und DJ tätig. Bereits mit seiner ersten LP „Low Profile Darkness“ sorgte Panacea aufgrund des radikalen Sounds für Aufsehen in der Drum-and-Bass-Szene.
Er gilt als der wichtigste Künstler des Frankfurter Mille-Plateaux-Sublabels Position Chrome, das in diesem Bereich zu den einflussreicheren in Deutschland zählte und als bedeutender Vertreter einer neuen Form des Drum and Bass, die Einflüsse aus Hardcore Techno, Industrial und Noise aufnahm. Mathis Mootz arbeitet auch mit Limewax unter dem Namen Goldberg Variations.

## Diskographie (Auswahl)
- 1997: Panacea - Low Profile Darkness (Position Chrome)
- 1998: Hanayo In Panacea - Hanayo In Panacea (Mille Plateaux)
- 1998: Panacea - Twisted Designz (Position Chrome)
- 1999: Panacea - Phoenix Metabolism (Position Chrome)
- 1999: Bad Street Boy - Bad Power (Pharma)
- 2000: Panacea - Architettura Vol 4 - Brasilia (Caipirinha Productions)
- 2000: m² - 14id1610s (Ant-Zen)
- 2000: m² - Sinecore (Mille Plateaux)
- 2001: Panacea - German Engineering  (Position Chrome)
- 2001: Panacea & Cativo - The Hardest Tour On Planet Earth (Position Chrome)
- 2001: Kate Mosh - Dynamo (Killer Pimp)
- 2001: m² - Kopyright Liberation (Ant-Zen)
- 2001: m² - Parsec (Hands Productions)
- 2001: m² - This Anxious Space (Hymen Records)
- 2002: Panacea / Needle Sharing / Tarmvred - Panacea Shares Needles With Tarmvred (Ad Noiseam)
- 2002: Panacea - Underground Superstardom (Position Chrome)
- 2002: m² - The Bitter End (Hands Productions)
- 2003: m² - War Of Sound (Ant-Zen)
- 2004: m² - Aswad (Ant-Zen)
- 2005: m² - The Frozen Spark (Ant-Zen)
- 2006: m² - Nyx (Ant-Zen)
- 2010: m² - Heliogabal (Ant-Zen)
- 2010: The Panacea - Chiropteran (Position Chrome)